# 南蓋特 (印第安納州)
南蓋特（英語：South Gate）是位於美國印地安納州富蘭克林縣的一個非建制地區。該地的面積和人口皆未知。